# Hans-Jürgen Riediger
Hans-Jürgen Riediger (Finsterwalde, 20 december 1955) is een voormalig voetballer uit Oost-Duitsland, die speelde als aanvaller. Hij kwam zijn gehele loopbaan uit voor BFC Dynamo Berlin. Met die club werd hij zesmaal op rij kampioen van de DDR.

## Interlandcarrière
Riediger kwam in totaal 41 keer (zes doelpunten) uit voor de nationale ploeg van Oost-Duitsland in de periode 1975–1982. Onder leiding van bondscoach Georg Buschner maakte hij zijn debuut op 26 maart 1975 in de vriendschappelijke wedstrijd tegen Bulgarije (0–0) in Oost-Berlijn. Riediger maakte deel uit van de Oost-Duitse selectie die de gouden medaille won bij de Olympische Spelen in 1976.

## Erelijst
BFC Dynamo Berlin
- DDR-Oberliga:

1979, 1980, 1981, 1982, 1983, 1984
| Logo van de Olympische Spelen | Goud | Zilver | Brons | Logo van de Olympische Spelen |
|                               | 1    | 0      | 0     |                               |